# أليكس راي
أليكس راي (بالإنجليزية: Alex Rae)‏ هو مدرب كرة قدم ولاعب كرة قدم بريطاني في مركز الوسط، ولد في 23 أغسطس 1946 في غلاسكو في المملكة المتحدة. لعب مع نادي بارتيك ثيسل ونادي بوري.